# 俄罗斯地理极点
以下列出俄罗斯的各个地理极点。
俄罗斯的最北和最东端与亚欧大陆之最北与最东端重合。

## 领土四至

### 包括岛屿和飞地
- 最北端：法兰士约瑟夫地群岛的弗利格利角，阿尔汉格尔斯克州（81°50′35″N 59°14′22″E / 81.84306°N 59.23944°E）
- 最南端：巴扎尔久久山邻近地区（41°13′14″N 47°51′28″E / 41.22056°N 47.85778°E）
- 最西端：维斯图拉沙嘴（英语：Vistula Spit）附近的纳尔梅利恩（英语：Narmeln），加里宁格勒州（54°27′29.4″N 19°38′21″E / 54.458167°N 19.63917°E）
- 最东端1：迪奧米德群島的拉特曼诺夫岛，楚科奇自治区（65°47′N 169°01′W / 65.783°N 169.017°W）

### 大陆四至
- 最北端 ：克拉斯諾亞爾斯克邊疆區的切柳斯金角（77°43'N）
- 最南端：达吉斯坦共和国的巴扎尔久久山（41°12'N）
- 最西端：普斯科夫州的拉夫雷（英语：Lavry）（27°19'E）
- 最东端1：楚科奇自治区的杰日尼奥夫角（169°40'W）

### 城镇四至

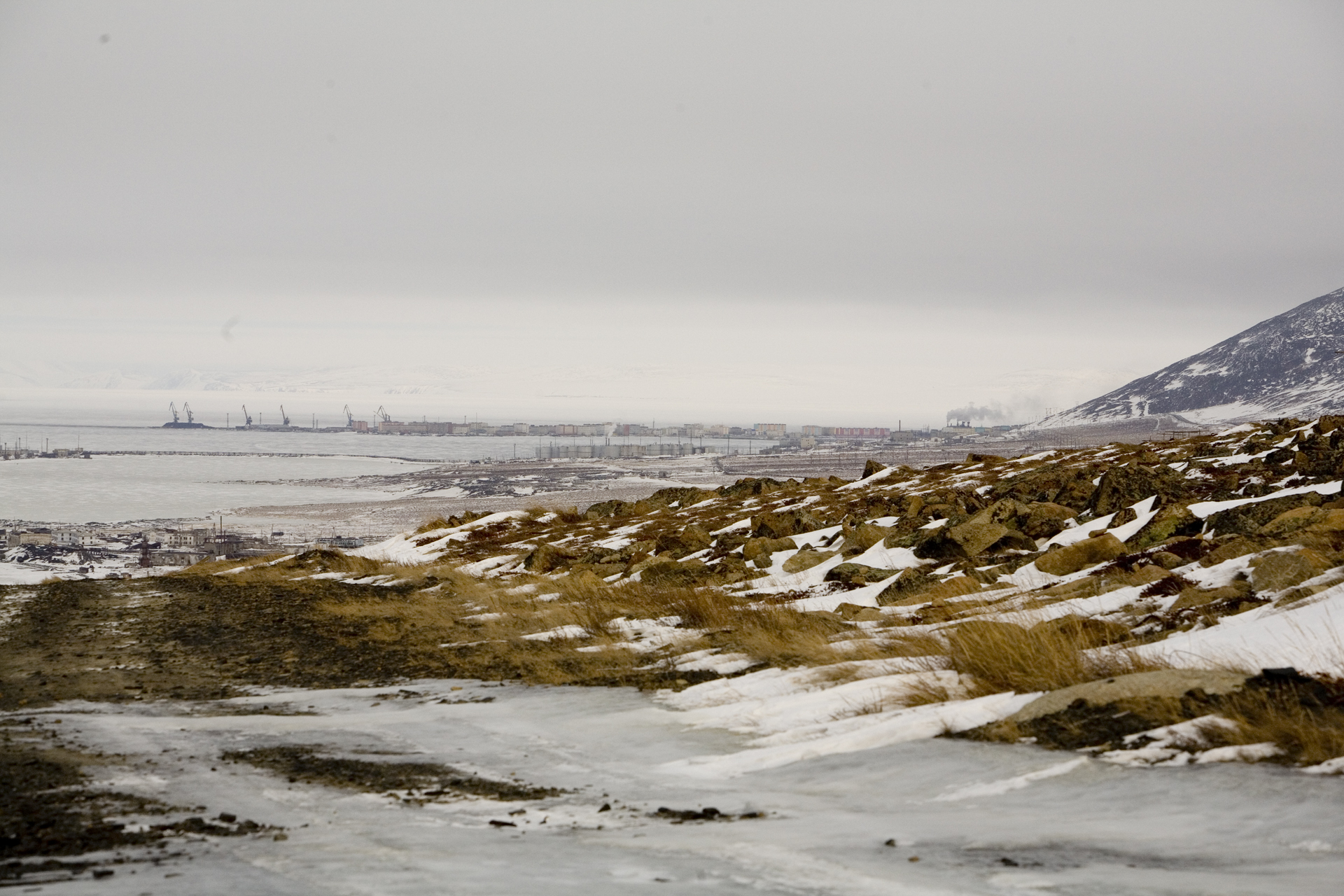
佩韦克镇

- 最北端：楚科奇自治区的佩韦克（69°42′N）
- 最南端：达吉斯坦共和国的傑爾賓特（42°04′N）
- 最西端：加里宁格勒州的波羅的斯克（19°55′E）
- 最东端：楚科奇自治区的阿纳德尔（177°30′E）

### 永久定居点四至
- 最北端：克拉斯诺亚尔斯克边疆区的迪克森（73°30′N）
- 最南端：达吉斯坦共和国的库鲁什（英语：Kurush (Russia)）（41°16′N）
- 最西端：加里宁格勒州的波羅的斯克（19°55′E）
- 最东端1：楚科奇自治区的乌厄连（英语：Uelen）（169°48′W）

1根据国际日期变更线

## 海拔极点
- 最低点：裏海，−28 m
- 最高点：厄尔布鲁士山西峰，5642 m

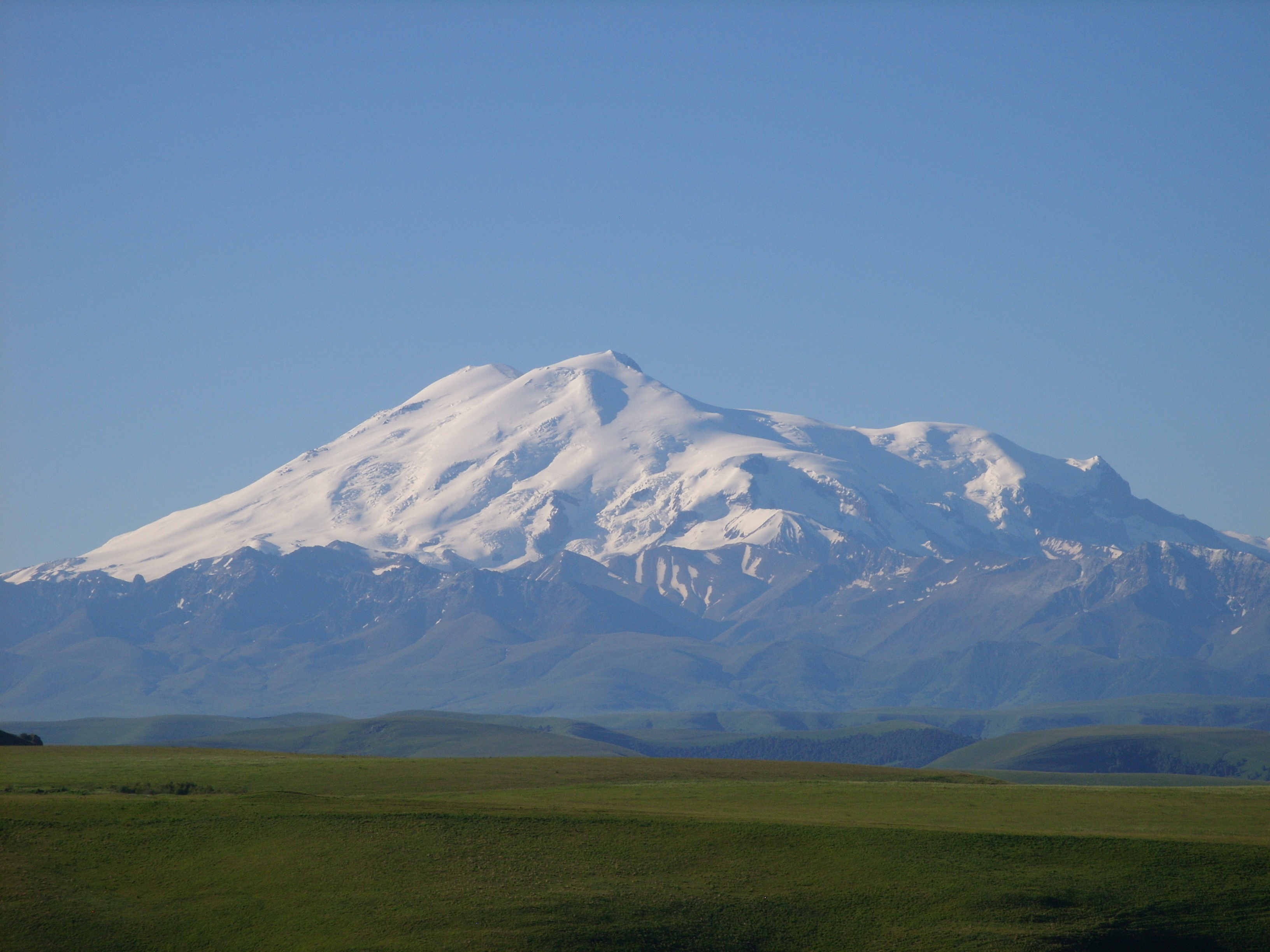
厄尔布鲁士山

- 亚洲部分之最高点：克柳切夫火山，4750 m